# (27847) 1994 UT
1994 يو تي (ويعرف أيضًا باسم (27847) 1994 يو تي وفق تسمية الكوكب الصغير) (بالإنجليزية: 1994 UT)‏ هو كويكب ضمن حزام الكويكبات؛ وترتيبه 27847 من حيث الاكتشاف.
اكتُشف هذا الجُرم الفلكي بواسطة تاكيشي أوراتا ‏ في 31 أكتوبر 1994.

## وصلات خارجية
- (27847) 1994 UT في قاعدة بيانات مختبر الدفع النفاث لأجرام النظام الشمسي الصغيرة

- الاكتشاف · مخطط المدار ·  العناصر المدارية · المعلمات المادية

- (27847) 1994 UT على موقع ويكي سكاي: DSS2, SDSS, GALEX, IRAS, Hydrogen α, X-Ray, Astrophoto, Sky Map, Articles and images